# Betty Stöve
Betty Stöve (Rotterdam, 24 de juny de 1945) és una extennista professional neerlandesa. La majoria dels seus èxits els aconseguí en categoria de dobles, ja que va guanyar deu títols de Grand Slam, sis en dobles femenins i quatre en dobles mixts. En dobles va guanyar 75 títols, mentre que individualment només un, tot i que també disputà una final de Grand Slam.

## Torneigs de Grand Slam

### Individual: 1 (0−1)
| Resultat  | Núm. | Any  | Torneig   | Oponent       | Marcador      |
| --------- | ---- | ---- | --------- | ------------- | ------------- |
| Finalista | 1.   | 1977 | Wimbledon | Virginia Wade | 4−6, 6−3, 6−1 |

### Dobles: 14 (6−8)
| Resultat   | Núm. | Any  | Torneig           | Parella             | Oponents                             | Marcador      |
| ---------- | ---- | ---- | ----------------- | ------------------- | ------------------------------------ | ------------- |
| Guanyadora | 1.   | 1972 | Roland Garros     | Billie Jean King    | Winnie Shaw Nell Truman              | 6−1, 6−2      |
| Guanyadora | 2.   | 1972 | Wimbledon         | Billie Jean King    | Françoise Dürr Judy Tegart Dalton    | 6−2, 4−6, 6−3 |
| Guanyadora | 3.   | 1972 | US Open           | Françoise Dürr      | Margaret Court Virginia Wade         | 6−3, 1−6, 6−3 |
| Finalista  | 1.   | 1973 | Roland Garros     | Françoise Dürr      | Margaret Court Virginia Wade         | 2−6, 3−6      |
| Finalista  | 2.   | 1973 | Wimbledon         | Françoise Dürr      | Rosie Casals Billie Jean King        | 1−6, 6−4, 5−7 |
| Finalista  | 3.   | 1974 | US Open           | Françoise Dürr      | Rosie Casals Billie Jean King        | 6−7, 7−6, 4−6 |
| Finalista  | 4.   | 1975 | Wimbledon (2)     | Françoise Dürr      | Ann Kiyomura Kazuko Sawamatsu        | 5−7, 6−1, 5−7 |
| Finalista  | 5.   | 1976 | Wimbledon (3)     | Billie Jean King    | Chris Evert Martina Navrátilová      | 1−6, 6−3, 5−6 |
| Finalista  | 6.   | 1977 | Wimbledon (4)     | Martina Navrátilová | Helen Gourlay JoAnne Russell         | 3−6, 3−6      |
| Guanyadora | 4.   | 1977 | US Open (2)       | Martina Navrátilová | Renée Richards Betty-Ann Stuart      | 6−1, 7−6      |
| Guanyadora | 5.   | 1979 | Roland Garros (2) | Wendy Turnbull      | Françoise Dürr Virginia Wade         | 3−6, 7−5, 6−4 |
| Finalista  | 7.   | 1979 | Wimbledon (5)     | Wendy Turnbull      | Billie Jean King Martina Navrátilová | 7−5, 3−6, 2−6 |
| Guanyadora | 6.   | 1979 | US Open (3)       | Wendy Turnbull      | Billie Jean King Martina Navrátilová | 6−4, 6−3      |
| Finalista  | 8.   | 1979 | US Open (2)       | Pam Shriver         | Billie Jean King Martina Navrátilová | 6−7, 5−7      |

### Dobles mixts: 13 (4−9)
| Resultat   | Núm. | Any  | Torneig           | Parella           | Oponents                           | Marcador      |
| ---------- | ---- | ---- | ----------------- | ----------------- | ---------------------------------- | ------------- |
| Finalista  | 1.   | 1971 | US Open           | Bob Maud          | Billie Jean King Owen Davidson     | 3−6, 5−7      |
| Finalista  | 2.   | 1973 | Roland Garros     | Patrice Dominguez | Françoise Dürr Jean-Claude Barclay | 1−6, 4−6      |
| Finalista  | 3.   | 1975 | Wimbledon         | Allan Stone       | Margaret Court Marty Riessen       | 4−6, 5−7      |
| Finalista  | 4.   | 1976 | US Open (2)       | Frew McMillan     | Billie Jean King Phil Dent         | 6−3, 2−6, 5−7 |
| Finalista  | 5.   | 1977 | Wimbledon (2)     | Frew McMillan     | Greer Stevens Bob Hewitt           | 4−6, 5−7      |
| Guanyadora | 1.   | 1977 | US Open           | Frew McMillan     | Billie Jean King Vitas Gerulaitis  | 6−2, 3−6, 6−3 |
| Guanyadora | 2.   | 1978 | Wimbledon         | Frew McMillan     | Billie Jean King Ray Ruffels       | 6−2, 6−2      |
| Guanyadora | 3.   | 1978 | US Open (2)       | Frew McMillan     | Billie Jean King Ray Ruffels       | 6−3, 7−6      |
| Finalista  | 6.   | 1979 | Wimbledon (3)     | Frew McMillan     | Greer Stevens Bob Hewitt           | 5−7, 6−7      |
| Finalista  | 7.   | 1979 | US Open (3)       | Frew McMillan     | Greer Stevens Bob Hewitt           | 3−6, 5−7      |
| Finalista  | 8.   | 1980 | US Open (4)       | Frew McMillan     | Wendy Turnbull Marty Riessen       | 3−6, 5−7      |
| Finalista  | 9.   | 1981 | Roland Garros (2) | Fred McNair       | Andrea Jaeger Jimmy Arias          | 6−7, 4−6      |
| Guanyadora | 4.   | 1981 | Wimbledon (2)     | Frew McMillan     | Tracy Austin John Austin           | 4−6, 7−6, 6−3 |

## Carrera esportiva
Va debutar en els grans torneigs a mitjants de la dècada del 1960, però un virus unit a un mal funcionament de la tiroide va estar a punt de fer-la retirar. Va tornar al circuit després de divuit mesos de recuperació.
El seu èxit més important en categoria individuals fou la disputa de la final de Wimbledon l'any 1977, en la qual fou derrotada per la tennista local Virginia Wade sota la mirada de la reina britànica Elisabet II. Només va guanyar un títol a Tòquio el 1976 superant a Margaret Court.
En categoria de dobles femenins aconseguí molts èxits destacant sis títols de Grand Slam en catorze finals disputades, dels quals només li va mancar l'Open d'Austràlia. Va guanyar dos títols amb Billie Jean King, dos més amb Wendy Turnbull i la resta amb Françoise Dürr i Martina Navrátilová. En dobles mixts va disputar tretze finals de les quals es va imposar en 4 ocasions, totes amb Frew McMillan com a parella, faltant-li també l'Open d'Austràlia. En dobles va guanyar un total de 75 títols i va ser número 1 del rànquing mundial.
En l'edició de 1977 de Wimbledon es va classificar per la final en les tres categories però malauradament va perdre en totes tres. Stöve és la darrera tennista en aconseguir aquesta fita en qualsevol Grand Slam.
Va disputar la Copa Federació amb l'equip neerlandès en diverses ocasions però mai va poder classificar-se per la final.
Després de la seva retirada es va fer entrenadora de tennis, entre les quals va destacar Hana Mandlíková i Kristie Boogert. Amb Mandlíková van escriure un llibre titulat Total Tennis (1989) sobre l'ensenyament de tennis.

## Palmarès

### Individual: 18 (3−15)
| Títols per superfície |
| --------------------- |
| Dura (0−3)            |
| Gespa (0−6)           |
| Terra batuda (2−3)    |
| Moqueta (1−8)         |

| Resultat   | Núm. | Data                   | Torneig                     | Superfície   | Oponent en la final | Marcador                   |
| ---------- | ---- | ---------------------- | --------------------------- | ------------ | ------------------- | -------------------------- |
| Finalista  | 1.   | 29 de setembre de 1970 | Christchurch, Nova Zelanda  | Gespa        | Evonne Goolagong    | 1−6, 4−6                   |
| Finalista  | 2.   | 5 d'abril de 1971      | Montecarlo, Mònaco          | Terra batuda | Gail Sherriff       | 4−6, 6−4, 4−6              |
| Finalista  | 3.   | 5 de juny de 1972      | Chichester, Regne Unit      | Gespa        | Karen Krantzcke     | Final suspesa per la pluja |
| Finalista  | 4.   | 17 de juliol de 1972   | Hoylake, Regne Unit         | Gespa        | Evonne Goolagong    | Final suspesa              |
| Guanyadora | 1.   | 25 de juliol de 1972   | Hilversum, Països Baixos    | Terra batuda | Marijke Jansen      | 7−5, 6−3                   |
| Guanyadora | 2.   | 16 de juliol de 1973   | Hilversum (2)               | Terra batuda | Helga Masthoff      | 7−5, 6−2                   |
| Finalista  | 5.   | 30 de juliol de 1973   | Denver, Estats Units        |              | Billie Jean King    | 4−6, 2−6                   |
| Finalista  | 6.   | 13 de setembre de 1976 | Atlanta, Estats Units       | Moqueta (i)  | Virginia Wade       | 7−5, 5−7, 5−7              |
| Guanyadora | 3.   | 27 de setembre de 1976 | Tòquio, Japó                | Moqueta      | Margaret Court      | 1−6, 6−4, 6−3              |
| Finalista  | 7.   | 29 de novembre de 1976 | Sydney, Austràlia           | Gespa        | Martina Navrátilová | 5−7, 2−6                   |
| Finalista  | 8.   | 20 de juny de 1977     | Wimbledon, Regne Unit       | Gespa        | Virginia Wade       | 6−4, 3−6, 1−6              |
| Finalista  | 9.   | 17 d'octubre de 1977   | São Paulo, Brasil           | Terra batuda | Billie Jean King    | 1−6, 4−6                   |
| Finalista  | 10.  | 2 de gener de 1978     | Washington DC, Estats Units | Moqueta (i)  | Martina Navrátilová | 5−7, 4−6                   |
| Finalista  | 11.  | 6 de febrer de 1978    | Seattle, Estats Units       | Moqueta (i)  | Martina Navrátilová | 1−6, 6−1, 1−6              |
| Finalista  | 12.  | 11 de setembre de 1978 | Tòquio                      | Dura         | Virginia Wade       | 4−6, 6−7                   |
| Finalista  | 13.  | 16 d'octubre de 1978   | Brighton, Regne Unit        | Moqueta (i)  | Virginia Ruzici     | 7−5, 2−6, 5−7              |
| Finalista  | 14.  | 23 d'octubre de 1978   | Filderstadt, Alemanya       | Moqueta (i)  | Tracy Austin        | 3−6, 3−6                   |
| Finalista  | 15.  | 1 de novembre de 1979  | Estocolm, Suècia            | Moqueta (i)  | Billie Jean King    | 3−6, 7−6(4), 5−7           |

### Dobles: 145 (78−66)
| Títols per superfície |
| --------------------- |
| Dura (16−13)          |
| Gespa (14−10)         |
| Terra batuda (13−10)  |
| Moqueta (26−20)       |

| Resultat   | Núm. | Data                   | Torneig                                                | Superfície       | Parella              | Oponents en la final                  | Marcador                   |
| ---------- | ---- | ---------------------- | ------------------------------------------------------ | ---------------- | -------------------- | ------------------------------------- | -------------------------- |
| Finalista  | 1.   | 18 de juliol de 1966   | Hilversum, Països Baixos                               | Terra batuda     | Gail Sherriff        | Elly Krocke Annette Van Zyl           | 3−6, 6−2, 1−6              |
| Finalista  | 2.   | 26 de maig de 1969     | Surbiton, Regne Unit                                   | Gespa            | Joyce Barclay        | Judy Tegart Winnie Shaw               | 4−6, 5−7                   |
| Finalista  | 3.   | 13 de juliol de 1970   | Gstaad, Suïssa                                         | Terra batuda     | Helga Masthoff       | Rosie Casals Françoise Dürr           | 2−6, 2−6                   |
| Finalista  | 4.   | 12 de novembre de 1970 | Londres, Regne Unit                                    |                  | Françoise Dürr       | Ann Haydon-Jones Virginia Wade        | 4−6, 3−6                   |
| Guanyadora | 1.   | 5 d'abril de 1971      | Montecarlo, Mònaco                                     | Terra batuda     | Katja Ebbinghaus     | Lucia Bassi Lea Pericoli              | 6−4, 6−3                   |
| Guanyadora | 2.   | 26 d'abril de 1971     | Buenos Aires, Argentina                                |                  | Olga Morozova        | Beatriz Araujo Ines Roget             | 7−5, 6−1                   |
| Guanyadora | 3.   | 5 de juliol de 1971    | Dublín, Irlanda                                        | Gespa            | Lesley Turner        | Margaret Smith Court Evonne Goolagong | 7−5, 6−1                   |
| Guanyadora | 4.   | 26 de juliol de 1971   | Hilversum                                              | Terra batuda     | Christina Sandberg   | Katja Ebbinghaus Trudy Groenman       | 6−1, 6−2                   |
| Finalista  | 5.   | 14 de setembre de 1971 | Louisville, Estats Units                               |                  | Kerry Melville       | Judy Tegart-Dalton Françoise Dürr     | 6−2, 4−6, 3−6              |
| Finalista  | 6.   | 8 de maig de 1972      | Bournemouth, Regne Unit                                | Terra batuda     | Brenda Kirk          | Evonne Goolagong Helen Gourlay        | 5−7, 1−6                   |
| Guanyadora | 5.   | 22 de maig de 1972     | Roland Garros, França                                  | Terra batuda     | Billie Jean King     | Winnie Shaw Nell Truman               | 6−1, 6−2                   |
| Guanyadora | 6.   | 19 de juny de 1972     | Eastbourne, Regne Unit                                 | Gespa            | Lesley Hunt          | Judy Tegart-Dalton Françoise Dürr     | 6−4, 6−8, 6−3              |
| Guanyadora | 7.   | 26 de juny de 1972     | Wimbledon, Regne Unit                                  | Gespa            | Billie Jean King     | Judy Tegart-Dalton Françoise Dürr     | 6−2, 4−6, 6−3              |
| Guanyadora | 8.   | 10 de juliol de 1972   | Newport, Regne Unit                                    | Gespa            | Judy Tegart-Dalton   | Kerry Harris Kerry Melville           | 7−5, 6−4                   |
| Guanyadora | 9.   | 25 de juliol de 1972   | Hilversum (2)                                          | Terra batuda     | Michèle Gurdal       | Lany Kaligis Lita Sugiarto            | 6−4, 6−0                   |
| Guanyadora | 10.  | 28 d'agost de 1972     | US Open, Estats Units                                  | Gespa            | Françoise Dürr       | Margaret Smith Court Virginia Wade    | 6−3, 1−6, 6−3              |
| Finalista  | 7.   | 11 de setembre de 1972 | Charlotte, Estats Units                                | Terra batuda     | Françoise Dürr       | Margaret Smith Court Lesley Hunt      | Final suspesa              |
| Finalista  | 8.   | 27 de setembre de 1972 | Phoenix, Estats Units                                  | Dura             | Françoise Dürr       | Rosie Casals Wendy Overton            | 4−6, 3−6                   |
| Finalista  | 9.   | 24 d'octubre de 1972   | Edimburg, Regne Unit                                   | Moqueta (i)      | Julie Heldman        | Margaret Smith Court Virginia Wade    | 2−6, 3−6                   |
| Finalista  | 10.  | 31 d'octubre de 1972   | Port Talbot, Regne Unit                                | Moqueta (i)      | Julie Heldman        | Margaret Smith Court Virginia Wade    | 0−6, 3−6                   |
| Guanyadora | 11.  | 5 de febrer de 1973    | Miami, Estats Units                                    | Terra batuda     | Françoise Dürr       | Billie Jean King Rosie Casals         | 4−6, 6−2, 6−3              |
| Finalista  | 11.  | 28 de febrer de 1973   | Detroit, Estats Units                                  | Moqueta (i)      | Karen Krantzcke      | Billie Jean King Rosie Casals         | 3−6, 6−3, 1−6              |
| Finalista  | 12.  | 5 de març de 1973      | Chicago, Estats Units                                  | Moqueta (i)      | Karen Krantzcke      | Billie Jean King Rosie Casals         | 3−6, 6−3, 1−6              |
| Finalista  | 13.  | 12 de març de 1973     | Richmond, Estats Units                                 | Terra batuda (i) | Karen Krantzcke      | Margaret Smith Court Lesley Hunt      | 2−6, 6−7                   |
| Finalista  | 14.  | 26 de març de 1973     | Tucson, Estats Units                                   | Dura             | Karen Krantzcke      | Janet Newberry Pam Teeguarden         | 6−3, 6−7, 5−7              |
| Finalista  | 15.  | 2 d'abril de 1973      | Filadèlfia, Estats Units                               | Dura (i)         | Françoise Dürr       | Margaret Smith Court Lesley Hunt      | 1−6, 6−3, 2−6              |
| Finalista  | 16.  | 9 d'abril de 1973      | Boston, Estats Units                                   | Dura (i)         | Françoise Dürr       | Billie Jean King Rosie Casals         | 2−6, 4−6                   |
| Finalista  | 17.  | 16 d'abril de 1973     | Jacksonville, Estats Units                             | Terra batuda     | Françoise Dürr       | Billie Jean King Rosie Casals         | 6−7, 7−5, 3−6              |
| Guanyadora | 12.  | 30 d'abril de 1973     | Hilton Head, Estats Units                              | Terra batuda     | Françoise Dürr       | Billie Jean King Rosie Casals         | 3−6, 6−4, 6−3              |
| Finalista  | 18.  | 21 de maig de 1973     | Roland Garros                                          | Terra batuda     | Françoise Dürr       | Margaret Smith Court Virginia Wade    | 2−6, 3−6                   |
| Finalista  | 19.  | 11 de juny de 1973     | Nottingham, Regne Unit                                 |                  | Chris Evert          | Billie Jean King Rosie Casals         | 2−6, 7−9                   |
| Finalista  | 20.  | 18 de juny de 1973     | Londres, Regne Unit                                    | Gespa            | Françoise Dürr       | Billie Jean King Rosie Casals         | 6−3, 3−6, 5−7              |
| Finalista  | 21.  | 25 de juny de 1973     | Wimbledon                                              | Gespa            | Françoise Dürr       | Billie Jean King Rosie Casals         | 1−6, 6−4, 5−7              |
| Guanyadora | 13.  | 16 de juliol de 1973   | Hilversum (3)                                          | Terra batuda     | Helga Masthoff       | Brigitte Cuypers Trudy Groenman       | 6−2, 7−6                   |
| Finalista  | 22.  | 30 de juliol de 1973   | Denver, Estats Units                                   |                  | Françoise Dürr       | Billie Jean King Rosie Casals         | 2−3, retirada              |
| Guanyadora | 14.  | 6 d'agost de 1973      | Nashville, Estats Units                                | Terra batuda     | Françoise Dürr       | Karen Krantzcke Janet Newberry        | 6−4, 6−7, 6−1              |
| Guanyadora | 15.  | 13 d'agost de 1973     | Allaire, Estats Units                                  | Dura             | Françoise Dürr       | Julie Anthony Mona Schallau           | 6−4, 6−4                   |
| Guanyadora | 16.  | 19 d'agost de 1973     | Newport, Estats Units                                  | Gespa            | Françoise Dürr       | Janet Newberry Pam Teeguarden         | 6−4, 6−3                   |
| Finalista  | 23.  | 10 de setembre de 1973 | Saint Louis, Estats Units                              |                  | Pam Teeguarden       | Karen Krantzcke Mona Schallau         | 4−6, 6−7                   |
| Finalista  | 24.  | 17 de setembre de 1973 | Houston, Estats Units                                  | Moqueta (i)      | Françoise Dürr       | Mona Schallau Pam Teeguarden          | 3−6, 7−5, 4−6              |
| Guanyadora | 17.  | 24 de setembre de 1973 | Columbus, Estats Units                                 |                  | Françoise Dürr       | Mona Schallau Pam Teeguarden          | 7−5, 7−5                   |
| Finalista  | 25.  | 15 d'octubre de 1973   | Virginia Slims Championships, Boca Raton, Estats Units | Terra batuda     | Françoise Dürr       | Rosie Casals Margaret Smith Court     | 2−6, 4−6                   |
| Finalista  | 26.  | 14 de gener de 1974    | San Francisco, Estats Units                            | Dura             | Françoise Dürr       | Chris Evert Billie Jean King          | 4−6, 2−6                   |
| Guanyadora | 18.  | 28 de gener de 1974    | Washington DC, Estats Units                            | Moqueta (i)      | Billie Jean King     | Françoise Dürr Kerry Harris           | 6−1, 6−7, 7−5              |
| Guanyadora | 19.  | 4 de febrer de 1974    | Fort Lauderdale, Estats Units                          | Terra batuda     | Françoise Dürr       | Patti Hogan Sharon Walsh              | 6−3, 6−2                   |
| Finalista  | 27.  | 18 de febrer de 1974   | Detroit (2)                                            |                  | Françoise Dürr       | Rosie Casals Billie Jean King         | 6−2, 4−6, 5−7              |
| Finalista  | 28.  | 25 de febrer de 1974   | Chicago (2)                                            | Moqueta (i)      | Françoise Dürr       | Chris Evert Billie Jean King          | 6−3, 4−6, 4−6              |
| Finalista  | 29.  | 9 d'abril de 1974      | Boston (2)                                             |                  | Françoise Dürr       | Rosie Casals Billie Jean King         | 4−6, 2−6                   |
| Guanyadora | 20.  | 15 d'abril de 1974     | Saint Petersburg, Estats Units                         | Terra batuda     | Olga Morozova        | Chris Evert Evonne Goolagong          | 6−4, 6−2                   |
| Finalista  | 30.  | 11 de juny de 1974     | Nottingham (2)                                         |                  | Chris Evert          | Rosie Casals Billie Jean King         | 2−6, 7−9                   |
| Finalista  | 31.  | 26 d'agost de 1974     | US Open                                                | Gespa            | Françoise Dürr       | Rosie Casals Billie Jean King         | 6−7, 7−6, 4−6              |
| Guanyadora | 21.  | 16 de setembre de 1974 | Orlando, Estats Units                                  | Terra batuda     | Françoise Dürr       | Rosie Casals Billie Jean King         | 6−3, 6−7, 6−4              |
| Guanyadora | 22.  | 23 de setembre de 1974 | Denver                                                 |                  | Françoise Dürr       | Mona Schallau Pam Teeguarden          | 6−2, 7−5                   |
| Guanyadora | 23.  | 7 d'octubre de 1974    | Phoenix                                                | Dura             | Françoise Dürr       | Mona Schallau Pam Teeguarden          | 6−3, 5−7, 6−3              |
| Finalista  | 32.  | 14 d'octubre de 1974   | Virginia Slims Championships, Los Angeles (2)          | Moqueta (i)      | Françoise Dürr       | Rosie Casals Billie Jean King         | 1−6, 7−6, 5−7              |
| Finalista  | 33.  | 13 de gener de 1975    | Sarasota, Estats Units                                 |                  | Virginia Wade        | Chris Evert Billie Jean King          | 4−6, 2−6                   |
| Guanyadora | 24.  | 27 de gener de 1975    | Washington DC (2)                                      | Moqueta (i)      | Françoise Dürr       | Helen Gourlay Kerry Melville          | 6−3, 6−4                   |
| Guanyadora | 25.  | 3 de febrer de 1975    | Akron, Estats Units                                    |                  | Françoise Dürr       | Chris Evert Martina Navrátilová       | 7−5, 7−6                   |
| Finalista  | 34.  | 18 de febrer de 1975   | Detroit (3)                                            |                  | Françoise Dürr       | Lesley Hunt Martina Navrátilová       | 6−2, 5−7, 2−6              |
| Guanyadora | 26.  | 10 de març de 1975     | Houston                                                | Moqueta (i)      | Françoise Dürr       | Evonne Goolagong Virginia Wade        | 2−6, 6−3, 7−6              |
| Guanyadora | 27.  | 17 de març de 1975     | Dallas, Estats Units                                   | Moqueta (i)      | Françoise Dürr       | Julie Anthony Mona Schallau           | 7−6, 6−2                   |
| Guanyadora | 28.  | 24 de març de 1975     | Filadèlfia                                             | Dura (i)         | Evonne Goolagong     | Rosie Casals Billie Jean King         | 4−6, 6−4, 7−6              |
| Finalista  | 35.  | 23 de juny de 1975     | Wimbledon (2)                                          | Gespa            | Françoise Dürr       | Ann Kiyomura Kazuko Sawamatsu         | 5−7, 6−1, 5−7              |
| Finalista  | 36.  | 15 de setembre de 1975 | Atlanta, Estats Units                                  | Moqueta (i)      | Françoise Dürr       | Chris Evert Martina Navrátilová       | 4−6, 7−5, 2−6              |
| Guanyadora | 29.  | 22 de setembre de 1975 | Denver (2)                                             | Dura (i)         | Françoise Dürr       | Rosie Casals Martina Navrátilová      | 3−6, 6−1, 7−6              |
| Guanyadora | 30.  | 6 d'octubre de 1975    | Phoenix (2)                                            | Dura             | Françoise Dürr       | Rosie Casals Martina Navrátilová      | 6−7, 6−4, 6−0              |
| Guanyadora | 31.  | 27 d'octubre de 1975   | Estocolm, Suècia                                       | Moqueta (i)      | Françoise Dürr       | Evonne Goolagong Virginia Wade        | 6−3, 6−4                   |
| Guanyadora | 32.  | 5 de novembre de 1975  | París, França                                          | Moqueta (i)      | Françoise Dürr       | Evonne Goolagong Virginia Wade        | 2−6, 6−0, 6−3              |
| Guanyadora | 33.  | 13 de desembre de 1975 | Londres                                                |                  | Françoise Dürr       | Evonne Goolagong Virginia Wade        | 6−4, 7−6                   |
| Finalista  | 37.  | 17 de febrer de 1976   | Detroit (4)                                            |                  | Chris Evert          | Mona Guerrant Ann Kiyomura            | 3−6, 4−6                   |
| Guanyadora | 34.  | 23 de febrer de 1976   | Sarasota                                               | Moqueta (i)      | Martina Navrátilová  | Mona Guerrant Ann Kiyomura            | 6−1, 6−0                   |
| Guanyadora | 35.  | 1 de març de 1976      | San Francisco                                          | Dura             | Billie Jean King     | Rosie Casals Françoise Dürr           | 6−4, 6−1                   |
| Guanyadora | 36.  | 29 de març de 1976     | Filadèlfia (2)                                         | Dura (i)         | Billie Jean King     | Rosie Casals Françoise Dürr           | 7−6, 6−4                   |
| Guanyadora | 37.  | 19 d'abril de 1976     | WTA Doubles Championships                              |                  | Billie Jean King     | Mona Guerrant Ann Kiyomura            | 6−3, 6−2                   |
| Finalista  | 38.  | 21 de juny de 1976     | Wimbledon (3)                                          | Gespa            | Billie Jean King     | Chris Evert Martina Navrátilová       | 1−6, 6−3, 5−7              |
| Finalista  | 39.  | 13 de setembre de 1976 | Atlanta (2)                                            | Moqueta (i)      | Virginia Wade        | Rosie Casals Françoise Dürr           | 0−6, 4−6                   |
| Guanyadora | 38.  | 4 d'octubre de 1976    | Phoenix (3)                                            | Dura             | Billie Jean King     | Linky Boshoff Ilana Kloss             | 6−2, 6−1                   |
| Finalista  | 40.  | 17 d'octubre de 1976   | Palm Springs, Estats Units                             |                  | Billie Jean King     | Chris Evert Martina Navrátilová       | 2−6, 4−6                   |
| Guanyadora | 39.  | 1 de novembre de 1976  | Londres (2)                                            |                  | Virginia Wade        | Rosie Casals Chris Evert              | 6−3, 2−6, 6−3              |
| Guanyadora | 40.  | 29 de novembre de 1976 | Sydney, Austràlia                                      | Gespa            | Martina Navrátilová  | Françoise Dürr Ann Kiyomura           | 6−3, 7−5                   |
| Guanyadora | 41.  | 6 de desembre de 1976  | Melbourne, Austràlia                                   | Gespa            | Margaret Smith Court | Linky Boshoff Ilana Kloss             | 6−2, 6−4                   |
| Guanyadora | 42.  | 3 de gener de 1977     | Washington DC (3)                                      | Moqueta (i)      | Martina Navrátilová  | Kristien Shaw Valerie Ziegenfuss      | 7−5, 6−2                   |
| Guanyadora | 43.  | 10 de gener de 1977    | Hollywood, Estats Units                                | Moqueta (i)      | Martina Navrátilová  | Rosie Casals Chris Evert              | 6−3, 3−6, 6−4              |
| Guanyadora | 44.  | 17 de gener de 1977    | Houston (2)                                            | Moqueta (i)      | Martina Navrátilová  | Sue Barker Ann Kiyomura               | 4−6, 6−2, 6−1              |
| Finalista  | 41.  | 7 de febrer de 1977    | Chicago (3)                                            | Moqueta (i)      | Margaret Smith Court | Rosie Casals Chris Evert              | 3−6, 4−6                   |
| Finalista  | 42.  | 14 de febrer de 1977   | Los Angeles, Estats Units                              | Dura (i)         | Martina Navrátilová  | Rosie Casals Chris Evert              | 2−6, 4−6                   |
| Guanyadora | 45.  | 21 de febrer de 1977   | Detroit                                                | Moqueta (i)      | Martina Navrátilová  | Janet Newberry Joanne Russell         | 6−3, 6−4                   |
| Guanyadora | 46.  | 7 de març de 1977      | Dallas (2)                                             | Moqueta (i)      | Martina Navrátilová  | Kerry Reid Greer Stevens              | 6−2, 6−4                   |
| Finalista  | 43.  | 14 de març de 1977     | Filadèlfia (2)                                         | Dura (i)         | Martina Navrátilová  | Françoise Dürr Virginia Wade          | 4−6, 6−4, 4−6              |
| Guanyadora | 47.  | 4 d'abril de 1977      | WTA Doubles Championships                              |                  | Martina Navrátilová  | Françoise Dürr Virginia Wade          | 7−5, 6−3                   |
| Finalista  | 44.  | 20 de juny de 1977     | Wimbledon (4)                                          | Gespa            | Martina Navrátilová  | Helen Cawley Joanne Russell           | 3−6, 3−6                   |
| Guanyadora | 48.  | 22 d'agost de 1977     | Charlotte                                              | Terra batuda     | Martina Navrátilová  | Regina Maršíková Pam Teeguarden       | 6−4, 6−4                   |
| Guanyadora | 49.  | 29 d'agost de 1977     | US Open (2)                                            | Terra batuda     | Martina Navrátilová  | Renée Richards Betty-Ann Stuart       | 6−1, 7−6                   |
| Guanyadora | 50.  | 3 d'octubre de 1977    | Atlanta                                                | Moqueta (i)      | Martina Navrátilová  | Brigitte Cuypers Marise Kruger        | 6−4, 6−2                   |
| Finalista  | 45.  | 17 d'octubre de 1977   | Sao Paulo, Brasil                                      | Terra batuda     | Martina Navrátilová  | Kerry Reid Wendy Turnbull             | 3−6, 7−5, 2−6              |
| Finalista  | 46.  | 14 de novembre de 1977 | Sydney                                                 | Gespa            | Evonne Goolagong     | Kerry Reid Greer Stevens              | Final suspesa per la pluja |
| Finalista  | 47.  | 1 de desembre de 1977  | Londres (2)                                            |                  | Virginia Wade        | Billie Jean King Renáta Tomanová      | 2−6, 3−6                   |
| Guanyadora | 51.  | 6 de desembre de 1977  | Melbourne (2)                                          | Gespa            | Evonne Goolagong     | Patricia Bostrom Kym Ruddell          | 6−3, 6−0                   |
| Finalista  | 48.  | 2 de gener de 1978     | Washington DC                                          | Moqueta (i)      | Wendy Turnbull       | Billie Jean King Martina Navrátilová  | 3−6, 5−7                   |
| Guanyadora | 52.  | 23 de gener de 1978    | Los Angeles                                            | Dura (i)         | Virginia Wade        | Pam Teeguarden Greer Stevens          | 6−3, 6−2                   |
| Guanyadora | 53.  | 30 de gener de 1978    | Chicago                                                | Moqueta (i)      | Evonne Goolagong     | Rosie Casals Joanne Russell           | 6−1, 6−4                   |
| Finalista  | 49.  | 6 de març de 1978      | Dallas                                                 | Moqueta (i)      | Evonne Goolagong     | Martina Navrátilová Anne Smith        | 3−6, 6−7                   |
| Finalista  | 50.  | 13 de març de 1978     | Boston (3)                                             | Moqueta (i)      | Evonne Goolagong     | Billie Jean King Martina Navrátilová  | 3−6, 2−6                   |
| Guanyadora | 54.  | 19 de juny de 1978     | Eastbourne (2)                                         | Gespa            | Chris Evert          | Billie Jean King Martina Navrátilová  | 6−4, 6−7, 7−5              |
| Guanyadora | 55.  | 2 d'octubre de 1978    | Phoenix (4)                                            | Dura             | Tracy Austin         | Martina Navrátilová Anne Smith        | 6−4, 6−7, 6−2              |
| Guanyadora | 56.  | 16 d'octubre de 1978   | Brighton, Regne Unit                                   | Moqueta (i)      | Virginia Wade        | Ilana Kloss Joanne Russell            | 6−0, 7−6                   |
| Guanyadora | 57.  | 23 d'octubre de 1978   | Filderstadt, Alemanya                                  | Moqueta (i)      | Tracy Austin         | Mima Jaušovec Virginia Ruzici         | 6−3, 6−2                   |
| Guanyadora | 58.  | 21 de novembre de 1978 | Tòquio, Japó                                           | Moqueta (i)      | Martina Navrátilová  | Tracy Austin Kathy May                | 4−6, 7−6, 6−3              |
| Finalista  | 51.  | 8 de gener de 1979     | Oakland, Estats Units                                  | Moqueta (i)      | Tracy Austin         | Rosie Casals Chris Evert              | 6−3, 4−6, 3−6              |
| Finalista  | 52.  | 15 de gener de 1979    | Houston (2)                                            | Moqueta (i)      | Pam Shriver          | Martina Navrátilová Janet Newberry    | 6−4, 4−6, 2−6              |
| Guanyadora | 59.  | 22 de gener de 1979    | Hollywood (2)                                          | Moqueta (i)      | Tracy Austin         | Rosie Casals Wendy Turnbull           | 6−2, 2−6, 6−2              |
| Guanyadora | 60.  | 5 de febrer de 1979    | Seattle, Estats Units                                  | Moqueta (i)      | Françoise Dürr       | Sue Barker Ann Kiyomura               | 7−6(4), 4−6, 6−4           |
| Guanyadora | 61.  | 19 de febrer de 1979   | Detroit (2)                                            | Moqueta (i)      | Wendy Turnbull       | Sue Barker Ann Kiyomura               | 6−4, 7−6                   |
| Guanyadora | 62.  | 5 de març de 1979      | Filadèlfia (3)                                         | Dura (i)         | Françoise Dürr       | Renée Richards Virginia Wade          | 6−4, 6−2                   |
| Guanyadora | 63.  | 19 de març de 1979     | Avon Championships, Nova York, Estats Units            | Moqueta (i)      | Françoise Dürr       | Sue Barker Ann Kiyomura               | 7−6, 7−6                   |
| Guanyadora | 64.  | 4 d'abril de 1979      | Tòquio (2)                                             | Moqueta (i)      | Françoise Dürr       | Sue Barker Ann Kiyomura               | 7−5, 7−6                   |
| Finalista  | 53.  | 9 d'abril de 1979      | Hilton Head                                            | Terra batuda     | Françoise Dürr       | Rosie Casals Martina Navrátilová      | 4−6, 5−7                   |
| Guanyadora | 65.  | 7 de maig de 1979      | Roma, Itàlia                                           | Terra batuda     | Wendy Turnbull       | Evonne Goolagong Kerry Reid           | 6−3, 6−4                   |
| Guanyadora | 66.  | 28 de maig de 1979     | Roland Garros (2)                                      | Terra batuda     | Wendy Turnbull       | Françoise Dürr Virginia Wade          | 3−6, 7−5, 6−4              |
| Guanyadora | 67.  | 18 de juny de 1979     | Eastbourne (3)                                         | Gespa            | Wendy Turnbull       | Ilana Kloss Betty-Ann Stuart          | 6−2, 6−2                   |
| Finalista  | 54.  | 25 de juny de 1979     | Wimbledon (5)                                          | Gespa            | Wendy Turnbull       | Billie Jean King Martina Navrátilová  | 7−5, 3−6, 2−6              |
| Guanyadora | 68.  | 13 d'agost de 1979     | Richmond                                               | Moqueta (i)      | Wendy Turnbull       | Billie Jean King Martina Navrátilová  | 6−1, 6−4                   |
| Guanyadora | 69.  | 20 d'agost de 1979     | Mahwah, Estats Units                                   | Dura             | Tracy Austin         | Mima Jaušovec Regina Maršíková        | 7−6, 2−6, 6−4              |
| Guanyadora | 70.  | 27 d'agost de 1979     | US Open (3)                                            | Dura             | Wendy Turnbull       | Billie Jean King Martina Navrátilová  | 6−4, 6−3                   |
| Guanyadora | 71.  | 24 de setembre de 1979 | Atlanta (2)                                            | Moqueta (i)      | Wendy Turnbull       | Ann Kiyomura Anne Smith               | 6−2, 6−4                   |
| Finalista  | 55.  | 1 d'octubre de 1979    | Minneapolis, Estats Units                              | Moqueta (i)      | Wendy Turnbull       | Billie Jean King Martina Navrátilová  | 4−6, 6−7                   |
| Guanyadora | 72.  | 8 d'octubre de 1979    | Phoenix (5)                                            | Dura             | Wendy Turnbull       | Rosie Casals Chris Evert              | 6−4, 7−6                   |
| Guanyadora | 73.  | 1 de novembre de 1979  | Estocolm (2)                                           | Moqueta (i)      | Wendy Turnbull       | Billie Jean King Ilana Kloss          | 7−5, 7−6                   |
| Finalista  | 56.  | 5 de novembre de 1979  | Filderstadt                                            | Dura (i)         | Wendy Turnbull       | Billie Jean King Martina Navrátilová  | 3−6, 3−6                   |
| Finalista  | 57.  | 25 de febrer de 1980   | Houston (3)                                            | Moqueta (i)      | Wendy Turnbull       | Billie Jean King Ilana Kloss          | 6−3, 1−6, 4−6              |
| Guanyadora | 74.  | 9 de juny de 1980      | Chichester, Regne Unit                                 | Gespa            | Pam Shriver          | Rosie Casals Wendy Turnbull           | 6−4, 7−5                   |
| Finalista  | 58.  | 16 de juny de 1980     | Eastbourne                                             | Gespa            | Pam Shriver          | Kathy Jordan Anne Smith               | 4−6, 1−6                   |
| Finalista  | 59.  | 18 d'agost de 1980     | Mahwah                                                 | Dura             | Pam Shriver          | Martina Navrátilová Candy Reynolds    | 6−4, 3−6, 1−6              |
| Finalista  | 60.  | 25 d'agost de 1980     | US Open                                                | Dura             | Pam Shriver          | Billie Jean King Martina Navrátilová  | 6−7, 5−7                   |
| Finalista  | 61.  | 15 de setembre de 1980 | Las Vegas, Estats Units                                | Dura (i)         | Martina Navrátilová  | Kathy Jordan Anne Smith               | 6−2, 4−6, 3−6              |
| Finalista  | 62.  | 20 d'octubre de 1980   | Brighton                                               | Moqueta (i)      | Martina Navrátilová  | Kathy Jordan Anne Smith               | 3−6, 5−7                   |
| Finalista  | 63.  | 27 d'octubre de 1980   | Estocolm                                               | Moqueta (i)      | Hana Mandlíková      | Mima Jaušovec Virginia Ruzici         | 2−6, 1−6                   |
| Guanyadora | 75.  | 3 de novembre de 1980  | Filderstadt (2)                                        | Dura (i)         | Hana Mandlíková      | Kathy Jordan Anne Smith               | 6−3, 6−2                   |
| Guanyadora | 76.  | 10 de novembre de 1980 | Amsterdam, Països Baixos                               | Moqueta (i)      | Hana Mandlíková      | Mima Jaušovec Joanne Russell          | 7−6, 7−6                   |
| Guanyadora | 77.  | 1 de desembre de 1980  | Sydney (2)                                             | Gespa            | Pam Shriver          | Rosie Casals Wendy Turnbull           | 6−1, 4−6, 6−4              |
| Guanyadora | 78.  | 8 de desembre de 1980  | Adelaida, Austràlia                                    | Gespa            | Pam Shriver          | Sue Barker Sharon Walsh               | 6−4, 6−3                   |
| Finalista  | 64.  | 2 de febrer de 1981    | Detroit (5)                                            | Moqueta (i)      | Hana Mandlíková      | Rosie Casals Wendy Turnbull           | 4−6, 2−6                   |
| Finalista  | 65.  | 24 d'agost de 1981     | Mahwah (2)                                             | Dura             | Candy Reynolds       | Rosie Casals Wendy Turnbull           | 2−6, 1−6                   |
| Finalista  | 66.  | 28 de febrer de 1983   | Palm Springs (2)                                       | Dura             | Dianne Balestrat     | Kathy Jordan Ann Kiyomura             | 2−6, 2−6                   |

### Dobles mixtos: 15 (6−9)
| Resultat   | Núm. | Data                  | Torneig                  | Superfície   | Parella             | Oponents en la final                 | Marcador      |
| ---------- | ---- | --------------------- | ------------------------ | ------------ | ------------------- | ------------------------------------ | ------------- |
| Guanyadora | 1.   | 26 de juliol de 1971  | Hilversum, Països Baixos | Terra batuda | Jean-Claude Barclay | Christina Sandberg Patrice Dominguez | 8−6, 6−3      |
| Finalista  | 1.   | 1 de setembre de 1971 | US Open, Estats Units    | Gespa        | Bob Maud            | Billie Jean King Owen Davidson       | 3−6, 5−7      |
| Guanyadora | 2.   | 25 de juliol de 1972  | Hilversum (2)            | Terra batuda | Robert Howe         | Wendy Turnbull Colin Dibley          | 2−6, 9−7, 6−3 |
| Finalista  | 2.   | 25 de maig de 1973    | Roland Garros, França    | Terra batuda | Patrice Dominguez   | Françoise Dürr Jean-Claude Barclay   | 1−6, 4−6      |
| Finalista  | 3.   | 23 de juny de 1975    | Wimbledon, Regne Unit    | Gespa        | Allan Stone         | Margaret Court Marty Riessen         | 4−6, 5−7      |
| Finalista  | 4.   | 30 d'agost de 1976    | US Open (2)              | Terra batuda | Frew McMillan       | Billie Jean King Phil Dent           | 6−3, 2−6, 5−7 |
| Finalista  | 5.   | 20 de juny de 1977    | Wimbledon (2)            | Gespa        | Frew McMillan       | Greer Stevens Bob Hewitt             | 4−6, 5−7      |
| Guanyadora | 3.   | 29 d'agost de 1977    | US Open                  | Terra batuda | Frew McMillan       | Billie Jean King Vitas Gerulaitis    | 6−2, 3−6, 6−3 |
| Guanyadora | 4.   | 26 de juny 1978       | Wimbledon                | Gespa        | Frew McMillan       | Billie Jean King Ray Ruffels         | 6−2, 6−2      |
| Guanyadora | 5.   | 28 d'agost de 1978    | US Open (2)              | Dura         | Frew McMillan       | Billie Jean King Ray Ruffels         | 6−3, 7−6      |
| Finalista  | 6.   | 25 de juny 1979       | Wimbledon (3)            | Gespa        | Frew McMillan       | Greer Stevens Bob Hewitt             | 5−7, 6−7      |
| Finalista  | 7.   | 27 d'agost de 1979    | US Open (3)              | Dura         | Frew McMillan       | Greer Stevens Bob Hewitt             | 3−6, 5−7      |
| Finalista  | 8.   | 25 d'agost de 1980    | US Open (4)              | Dura         | Frew McMillan       | Wendy Turnbull Marty Riessen         | 3−6, 5−7      |
| Finalista  | 9.   | 25 de maig de 1981    | Roland Garros (2)        | Terra batuda | Fred McNair         | Andrea Jaeger Jimmy Arias            | 6−7, 4−6      |
| Guanyadora | 6.   | 22 de juny 1981       | Wimbledon (2)            | Gespa        | Frew McMillan       | Tracy Austin John Austin             | 4−6, 7−6, 6−3 |

## Trajectòria

### Individual
| Torneig                | 1964 | 1965 | 1966 | 1967 | 1968 | 1969 | 1970 | 1971 | 1972 | 1973 | 1974 | 1975 | 1976 | 1977 | 1977 | 1978 | 1979 | 1980 | 1981 | 1982 | Títols |  |
| ---------------------- | ---- | ---- | ---- | ---- | ---- | ---- | ---- | ---- | ---- | ---- | ---- | ---- | ---- | ---- | ---- | ---- | ---- | ---- | ---- | ---- | ------ |  |
| Open d'Austràlia       | A    | A    | A    | 2R   | A    | A    | A    | A    | A    | A    | A    | A    | A    | A    | A    | A    | A    | 3R   | 2R   | 2R   | 0 / 4  |  |
| Roland Garros          | A    | 3R   | A    | 2R   | A    | A    | 1R   | 3R   | 3R   | 3R   | A    | A    | A    | A    | A    | A    | 3R   | 2R   | 1R   | 2R   | 0 / 10 |  |
| Wimbledon              | 2R   | 1R   | 3R   | 2R   | A    | 2R   | 2R   | 2R   | 4R   | 1R   | 1R   | QF   | 4R   | F    | F    | 4R   | 4R   | 3R   | 2R   | A    | 0 / 17 |  |
| US Open                | 1R   | A    | A    | A    | A    | A    | A    | 1R   | 3R   | 2R   | 2R   | 2R   | 1R   | SF   | SF   | 4R   | 2R   | 1R   | 1R   | 1R   | 0 / 13 |  |
| Rànquing a final d'any |      |      |      |      |      |      |      |      |      |      |      | 22   | 7    | 7    | 7    | 8    | 22   | 28   | 123  | 47   |        |  |

### Dobles
| Torneig          | 1965 | 1966 | 1967 | 1968 | 1969 | 1970 | 1971 | 1972 | 1973 | 1974 | 1975 | 1976 | 1977 | 1977 | 1978 | 1979 | 1980 | 1981 | 1982 | 1983 | 1984 | 1985 | Títols |
| ---------------- | ---- | ---- | ---- | ---- | ---- | ---- | ---- | ---- | ---- | ---- | ---- | ---- | ---- | ---- | ---- | ---- | ---- | ---- | ---- | ---- | ---- | ---- | ------ |
| Open d'Austràlia | A    | A    | SF   | A    | A    | A    | A    | A    | A    | A    | A    | A    | A    | A    | A    | A    | QF   | QF   | 2R   | 1R   | A    | A    | 0 / 1  |
| Roland Garros    | 3R   | A    | 2R   | A    | A    | QF   | QF   | G    | F    | A    | A    | A    | A    | A    | A    | G    | SF   | 3R   | 3R   | 1R   | A    | A    | 2 / 11 |
| Wimbledon        | QF   | 2R   | 3R   | A    | 3R   | 3R   | 1R   | G    | F    | QF   | F    | F    | F    | F    | 3R   | F    | QF   | A    | 2R   | 2R   | 1R   | A    | 1 / 18 |
| US Open          | A    | A    | A    | A    | A    | A    | QF   | G    | QF   | F    | SF   | QF   | G    | G    | 1R   | G    | F    | 3R   | 3R   | 1R   | 1R   | 1R   | 3 / 15 |